# Campionati europei di nuoto 2020
La XXXV edizione dei Campionati europei di nuoto si è svolta a Budapest in Ungheria, dal 10 al 23 maggio 2021. I campionati erano inizialmente previsti dall'11 al 24 maggio 2020, ma sono stati rinviati di un anno a causa della pandemia di COVID-19.

## Discipline
| Disciplina          | Masc. | Femm. | Miste | Tot. |
| ------------------- | ----- | ----- | ----- | ---- |
| Nuoto               | 20    | 20    | 3     | 43   |
| Nuoto di fondo      | 3     | 3     | 1     | 7    |
| Nuoto sincronizzato | 0     | 8     | 2     | 10   |
| Tuffi               | 5     | 5     | 3     | 13   |
| Totale              | 28    | 36    | 9     | 73   |

## Impianti
| Immagine | Località   | Impianto   | Capacità | Discipline                      |
| -------- | ---------- | ---------- | -------- | ------------------------------- |
|          | Budapest   | Duna Aréna | 5 300    | Nuoto Nuoto sincronizzato Tuffi |
|          | Budakalász | Lago Lupa  |          | Nuoto di fondo                  |

## Calendario
| ● | Cerimonia di apertura | 1 | Finali | ● | Cerimonia di chiusura |

| Maggio 2021         | 10 lun | 11 mar | 12 mer | 13 gio | 14 ven | 15 sab | 16 dom | 17 lun | 18 mar | 19 mer | 20 gio | 21 ven | 22 sab | 23 dom | Finale per sport |
| ------------------- | ------ | ------ | ------ | ------ | ------ | ------ | ------ | ------ | ------ | ------ | ------ | ------ | ------ | ------ | ---------------- |
| Cerimonie           | ●      |        |        |        |        |        |        |        |        |        |        |        |        | ●      |                  |
| Tuffi               | 1      | 2      | 2      | 2      | 2      | 2      | 2      |        |        |        |        |        |        |        | 13               |
| Nuoto di fondo      |        |        | 2      | 2      |        | 1      | 2      |        |        |        |        |        |        |        | 7                |
| Nuoto               |        |        |        |        |        |        |        | 4      | 6      | 6      | 6      | 6      | 6      | 9      | 43               |
| Nuoto sincronizzato | 2      | 1      | 2      | 1      | 3      | 1      |        |        |        |        |        |        |        |        | 10               |
| Finali per giorno   | 3      | 3      | 6      | 5      | 5      | 4      | 4      | 4      | 6      | 6      | 6      | 6      | 6      | 9      | 73               |

## Medagliere

### Complessivo
Nazione ospitante 
| Posiz. | Nazione       | Oro | Argento | Bronzo | Totale |
| ------ | ------------- | --- | ------- | ------ | ------ |
| 1      | Russia        | 20  | 9       | 13     | 42     |
| 2      | Gran Bretagna | 12  | 13      | 7      | 32     |
| 3      | Italia        | 10  | 14      | 20     | 44     |
| 4      | Ucraina       | 7   | 5       | 2      | 14     |
| 5      | Paesi Bassi   | 6   | 5       | 1      | 12     |
| 6      | Ungheria      | 5   | 4       | 6      | 15     |
| 7      | Germania      | 5   | 2       | 4      | 11     |
| 8      | Francia       | 2   | 5       | 3      | 10     |
| 9      | Spagna        | 1   | 4       | 2      | 7      |
| 10     | Grecia        | 1   | 2       | 3      | 6      |
| 11     | Romania       | 1   | 1       | 0      | 2      |
| 11     | Finlandia     | 1   | 1       | 0      | 2      |
| 13     | Svezia        | 1   | 0       | 3      | 4      |
| 14     | Israele       | 1   | 0       | 1      | 2      |
| 15     | Rep. Ceca     | 1   | 0       | 0      | 1      |
| 16     | Svizzera      | 0   | 3       | 1      | 4      |
| 17     | Bielorussia   | 0   | 2       | 2      | 4      |
| 18     | Austria       | 0   | 1       | 2      | 3      |
| 19     | Danimarca     | 0   | 1       | 1      | 2      |
| 20     | Polonia       | 0   | 1       | 0      | 1      |
| 20     | Bulgaria      | 0   | 1       | 0      | 1      |
| 22     | Lituania      | 0   | 0       | 1      | 1      |
| Totale | Totale        | 74  | 74      | 72     | 220    |

### Nuoto
| Posiz. | Nazione       | Oro | Argento | Bronzo | Totale |
| ------ | ------------- | --- | ------- | ------ | ------ |
| 1      | Gran Bretagna | 11  | 9       | 6      | 26     |
| 2      | Russia        | 9   | 5       | 8      | 22     |
| 3      | Italia        | 5   | 9       | 13     | 27     |
| 4      | Ungheria      | 5   | 3       | 4      | 12     |
| 5      | Paesi Bassi   | 4   | 5       | 1      | 10     |
| 6      | Ucraina       | 2   | 1       | 0      | 3      |
| 7      | Francia       | 1   | 2       | 2      | 5      |
| 8      | Spagna        | 1   | 1       | 1      | 3      |
| 9      | Finlandia     | 1   | 1       | 0      | 2      |
| 9      | Romania       | 1   | 1       | 0      | 2      |
| 11     | Grecia        | 1   | 0       | 2      | 3      |
| 11     | Svezia        | 1   | 0       | 2      | 3      |
| 13     | Rep. Ceca     | 1   | 0       | 0      | 1      |
| 13     | Israele       | 1   | 0       | 0      | 1      |
| 15     | Svizzera      | 0   | 2       | 1      | 3      |
| 16     | Danimarca     | 0   | 1       | 1      | 2      |
| 17     | Austria       | 0   | 1       | 0      | 1      |
| 17     | Bielorussia   | 0   | 1       | 0      | 1      |
| 17     | Bulgaria      | 0   | 1       | 0      | 1      |
| 17     | Polonia       | 0   | 1       | 0      | 1      |
| 16     | Lituania      | 0   | 0       | 1      | 1      |
| Totale | Totale        | 44  | 44      | 42     | 130    |

### Nuoto di fondo
| Posiz. | Nazione     | Oro | Argento | Bronzo | Totale |
| ------ | ----------- | --- | ------- | ------ | ------ |
| 1      | Italia      | 3   | 2       | 3      | 8      |
| 2      | Paesi Bassi | 2   | 0       | 0      | 2      |
| 3      | Francia     | 1   | 3       | 1      | 5      |
| 4      | Germania    | 1   | 1       | 1      | 3      |
| 5      | Ungheria    | 0   | 1       | 1      | 2      |
| 6      | Russia      | 0   | 0       | 1      | 1      |
| Totale | Totale      | 7   | 7       | 7      | 21     |

### Nuoto sincronizzato
| Posiz. | Nazione     | Oro | Argento | Bronzo | Totale |
| ------ | ----------- | --- | ------- | ------ | ------ |
| 1      | Russia      | 6   | 0       | 0      | 6      |
| 2      | Ucraina     | 4   | 4       | 0      | 8      |
| 3      | Spagna      | 0   | 3       | 1      | 4      |
| 4      | Grecia      | 0   | 2       | 1      | 3      |
| 5      | Bielorussia | 0   | 1       | 2      | 3      |
| 6      | Italia      | 0   | 0       | 2      | 2      |
| 6      | Austria     | 0   | 0       | 2      | 2      |
| 8      | Ungheria    | 0   | 0       | 1      | 1      |
| 8      | Israele     | 0   | 0       | 1      | 1      |
| Totale | Totale      | 10  | 10      | 10     | 30     |

### Tuffi
| Posiz. | Nazione       | Oro | Argento | Bronzo | Totale |
| ------ | ------------- | --- | ------- | ------ | ------ |
| 1      | Russia        | 5   | 4       | 4      | 13     |
| 2      | Germania      | 4   | 1       | 3      | 8      |
| 3      | Italia        | 2   | 3       | 2      | 7      |
| 4      | Ucraina       | 1   | 0       | 2      | 3      |
| 5      | Gran Bretagna | 1   | 3       | 1      | 5      |
| 6      | Svizzera      | 0   | 1       | 0      | 1      |
| 7      | Svezia        | 0   | 0       | 1      | 1      |
| Totale | Totale        | 13  | 13      | 13     | 39     |

## Filatelia commemorativa
Per commemorare la competizione, le poste ungheresi hanno emesso un francobollo e un annullo commemorativo. Il francobollo è stato realizzato in 50 000 copie, secondo i progetti grafici di Daniel Krisztián. Il francobollo del valore di 185 fiorini ungheresi è stato messo in circolazione il 29 marzo 2021. Rappresenta il dinamismo di un nuotatore che si unisce all'acqua. L'elemento principale del annullo, presente anche sul francobollo è il logo del Campionato Europeo, che comprende contemporaneamente i movimenti delle mani dei nuotatori, l'anno 2020, l'abbreviazione internazionale che simboleggia l'Ungheria, la lettera “H” e la formula chimica dell'acqua, H2O. Il logo appare anche a colori sul francobollo e sulla busta, quindi oltre al colore blu di base, sono visibili i colori della bandiera nazionale ungherese: rosso, bianco e verde.